# うつくしま未来博
うつくしま未来博（うつくしまみらいはく）は、2001年7月7日から9月30日まで、福島県須賀川市で開催された地方博覧会。日本で初めて森の中で開催された博覧会である。

## 概略
多極分散型社会や循環型社会等、一極集中や環境問題といった20世紀社会の課題を乗り越えるため、そして首都機能移転を実現するための様々な知恵と技術が、展示・運営方法・県民が主役を務めるイベント、等を通じて紹介され、21世紀のライフスタイルを提案する博覧会として開催された。
博覧会のテーマは「自然との共生」。自然に関するイベントが数多く行われた。これは1999年に和歌山県で開催された南紀熊野体験博の影響を受けている（なお、南紀熊野体験博はパビリオン中心の博覧会ではない）。また、ほぼ同時期に山口県で開催されていた山口きらら博、福岡県で開催されていた北九州博覧祭2001と情報交換を行っていた。
用地面積は約46ヘクタール。172億400万円の収入に対し、支出は160億300万円、約11億7千万円の黒字を計上した。開催期間中、200万人（県の総人口とほぼ同じ）の目標に対し165万7,002人が来場した。猛暑の影響で序盤の来場者は低調であったが、中盤からは1日あたりの入場者数が増加、最高となった9月23日には62,621人が来場した。

## パビリオン等

### パビリオン (12)
- からくり民話茶屋

福島県の民話を聞かせるパビリオン。会場内でも特に人気が高く、閉幕後は同様の施設が郡山駅内に設けられていたが、2016年10月に閉店した。

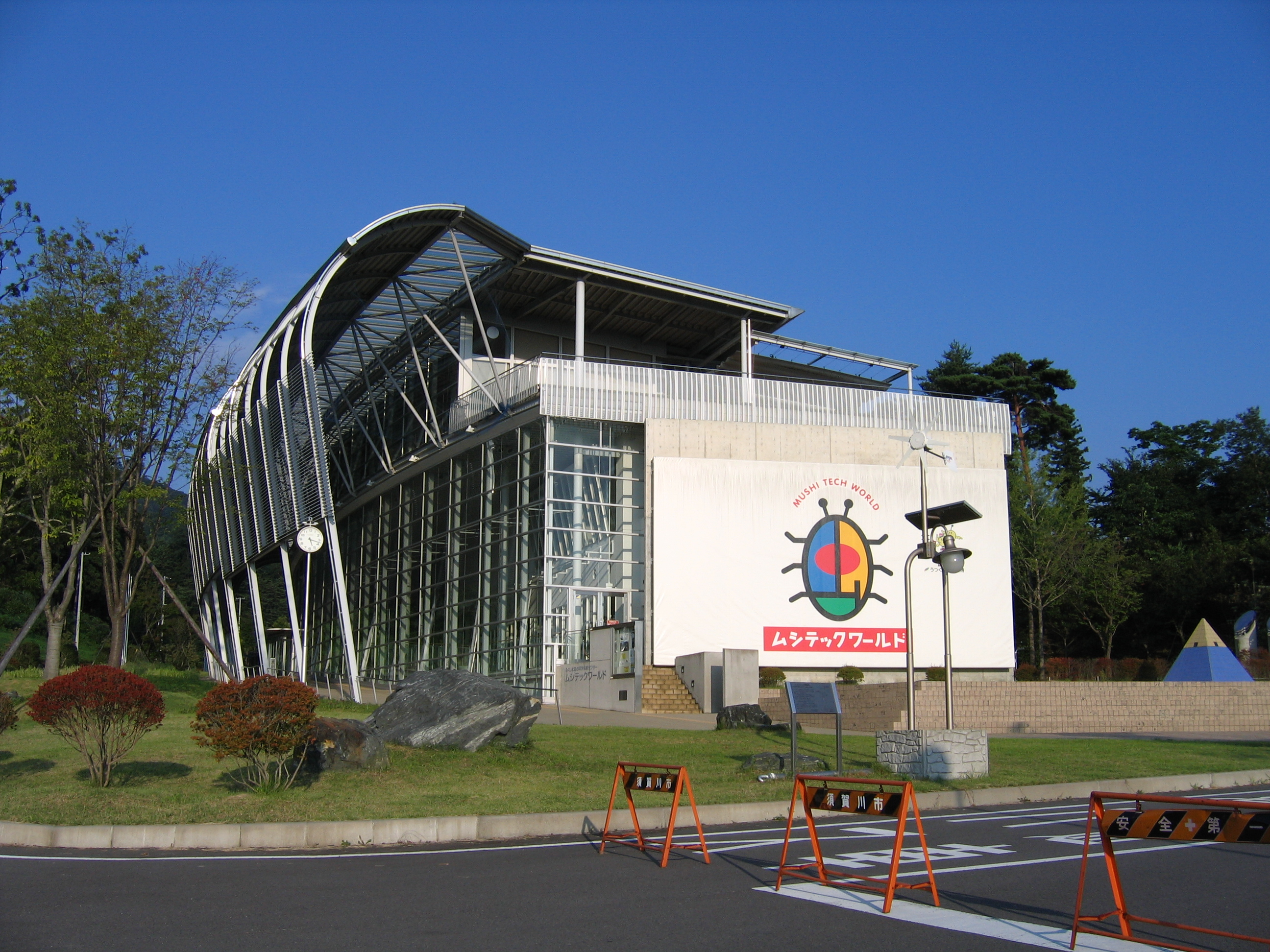
パビリオンとして唯一残されたムシテックワールド

- なぜだろうのミュージアム ムシテックワールド

博覧会終了後、開催地の須賀川市が引き継ぎ、2001年11月から「ムシテックワールド」の名称で昆虫と科学をテーマにした科学館として開館した。ほとんどのパビリオンは撤去されたが、この建物のみが科学館として残されている。
その他、開催期間中は以下のパビリオンが設けられた。
| - 広域交流館 - 産業未来館 - 農林水産館 - 21世紀建設館 - くらしの知恵袋館 | - 水の惑星ジ・アース - エコファミリーパーク - 90市町村ふれあいパーク - 国際交流ゾーン・ワールドビレッジ - 森のネイチャーツアー&森の学校 |

### 企業未来館 最先端技術、未来のくらしの体験ゾーン (17)
| - 富士通館 - 健康長寿館 - 丸菱産業館 - 万博の歴史館 - 北陸マルタカ - パナソニック館 | - 日立グループ館 - ふれあい造幣館 - NTTグループ館 - 東芝サザエさん館 - IHIそらの未来館 - 資源エネルギー庁館 | - テラニシ「はだしらんど」 - 東北電力・東京電力共同館 - トステムクイズギャラリー - NECフューチャーネットパビリオン - 須賀川テクニカルリサーチガーデン館 |

## 沿革
1993年
県民運動の第Ⅱ期シンボル事業として地方博覧会を開催する方向性が固まる。（第Ⅰ期はふくしま国体）
1995年
- 8月18日 - 名称、会期、会場、テーマが決定。
  - 名称：うつくしま未来博
  - 会期：7月の夏休みから約90日間
  - 会場：須賀川テクニカルリサーチガーデン用地内（須賀川市）
  - テーマ

日本語：美しい空間 美しい時間
英語：BEAUTIFUL LIFE, BEAUTIFUL LAND
1996年
- 3月26日 - 主催者組織である「うつくしま未来博協会」発足、会長に佐藤栄佐久福島県知事（当時）が就任。
- 4月1日 - 基本計画の策定開始。

1997年
- 5月14日 - 基本計画決定。同時に、総合プロデューサーに宮本倫明を選任。

1998年
- 1月9日 - シンボルマークが決定。1,777点の応募の中から、熊本市のグラフィックデザイナーの作品が採用された。
- 6月2日 - マスコットがキビタンファミリーに決定。

ふくしま国体のマスコットキャラクターとして登場し、この博覧会では家族として再登場した。
家族構成は、父のキビタン、嫁のキビママ、長女のキビィ、長男のキビマルである。
- 9月3日 - 県民総参加を支援する県民組織「うつくしま未来博推進協議会」発足。
- 11月6日 - 通商産業省（現：経済産業省）の特定博覧会、通称「JAPAN EXPO」の認定を受け、正式名称が決定。
  - 正式名称

日本語：ジャパンエキスポ イン 福島2001 うつくしま未来博
英語：JAPAN EXPO IN FUKUSHIMA 2001 BEAUTIFUL FUKUSHIMA FUTURE EXPO
- 10月12日 - 須賀川テクニカルリサーチガーデン内にて、用地造成工事の安全祈願祭が行われる。同時に、この日から、県庁前に開幕残日表示灯が点灯する。

1999年
- 6月16日 - 第2次収支計画を決定、総額174億円、入場料金は当日券で大人3,000円に決定。
- 9月 - 第1次マスタープランがまとまる。同時期に、うつくしまナイトファンタジーのプロデューサーが久石譲に決定。
- 9月9日 - 和歌山県の南紀熊野体験博閉会式会場にて、ジャパンエキスポ旗の引き継ぎを受ける。

2000年
- 4月28日 - イメージソングが決定。ドリアン助川作詞、久石譲作・編曲「永遠の心」、唄：岩崎宏美。
- 5月1日 - 前売入場券販売開始。
- 10月1日 - 総合起工式。

2001年
- 4月1日〜6月30日 - デスティネーションキャンペーン開催。

同博覧会に先立ち開催された。メインテーマは「ほんとの空がある うつくしま、ふくしま。」
- 6月 - 全施設が完成。
- 7月6日 - 開会式及び内覧会開催。
- 7月7日-開幕。
- 7月20日 - この日より夜間開催開始。
- 8月22日 - 台風のため閉場。
- 9月30日 - 閉幕。

2002年
- 3月31日 - うつくしま未来博協会解散。

## エピソード
- 会場中央の池では、夜間開催期間中にウォータースクリーンを使用した久石譲プロデュースの劇「うつくしまナイトファンタジー」が上映された。
- 期間中、会場にはラジオ福島のサテライトスタジオが設置された。
- DIVA〜歌姫〜Festivalとして知念里奈のライブが開催された。
- 猛暑のため、熱中症により倒れる者が続出した。会場に休憩所や日陰が少なかった事が原因だった。
- 福島県内の小・中学校では学校単位で無償入場が出来たため、遠足とは別に訪れる学校があった。

## 閉幕後
- 会場となった須賀川市の須賀川テクニカルリサーチガーデンは、産業・住宅団地として須賀川市が分譲する計画だったが、交通の便があまり良くないことなどから、2006年の時点で6割以上が売れ残っている。
- 会場跡地に韓国系50階建てマンションの建設構想があったが、中止となった。